# Safi Belghomari
Safi Belghomari est un footballeur algérien né le 3 février 1979 à Béni Saf dans la wilaya d'Aïn Témouchent. Il évoluait au poste d'avant centre.

## Biographie
Avec le club du MC Alger, il inscrit sept buts en première division algérienne. Le 25 août 2008, il se met en évidence en inscrivant avec cette équipe un doublé en championnat, face au MC El Eulma.
Lors de la Supercoupe d'Algérie 2007, il s'illustre également en inscrivant un but face à l'ES Sétif, permettant à son équipe de l'emporter largement sur le score de 4-0.
En juin 2010, Belghomari rejoint l'USM Bel Abbès pour une saison.

## Palmarès
- Vainqueur de la Supercoupe d'Algérie en 2007 avec le MC Alger